# Europeisk minnesdag för stalinismens och nazismens offer
Europeisk minnesdag för stalinismens och nazismens offer, 23 augusti, är den europeiska minnesdagen för offren för de totalitära diktaturerna i Europa. Den antogs av Europaparlamentet 2009. 
Datumet 23 augusti påminner om signerandet av den tysk-sovjetiska Molotov–Ribbentrop-pakten 1939.